# Tâmega et Sousa
Tâmega et Sousa (en portugais : Tâmega e Sousa) est une communauté intermunicipale et une sous-région, située dans la Région Nord au Portugal.

## Géographie
Tâmega et Sousa est limitrophe de l'Aire métropolitaine de Porto à l'ouest, des sous-régions Ave et Haut Tâmega au nord, de la sous-région Douro à l'est et de la sous-région Viseu Dão-Lafões au sud. Elle s'étend sur 1 831 km2, répartis entre 4 districts : Aveiro, Braga, Porto et Viseu.
Il s'agit d'une zone de transition entre l'Aire métropolitaine de Porto et le Portugal intérieur. En 2021, Tâmega et Sousa compte 367 403 habitants.

## Histoire
La communauté intermunicipale de Tâmega et Sousa (en portugais : Comunidade Intermunicipal do Tâmega e Sousa) est créée par la loi no 75/2013 du 12 septembre 2013, réunissant 11 municipalités dans une association de droit public,.
La sous-région Tâmega et Sousa — unité territoriale statistique européenne de niveau 3 contiguë à la communauté intermunicipale — succède à la sous-région de Tâmega, qui perd plusieurs municipalités (Cabeceiras de Basto, Mondim de Basto, Paredes et Ribeira de Pena).

## Municipalités

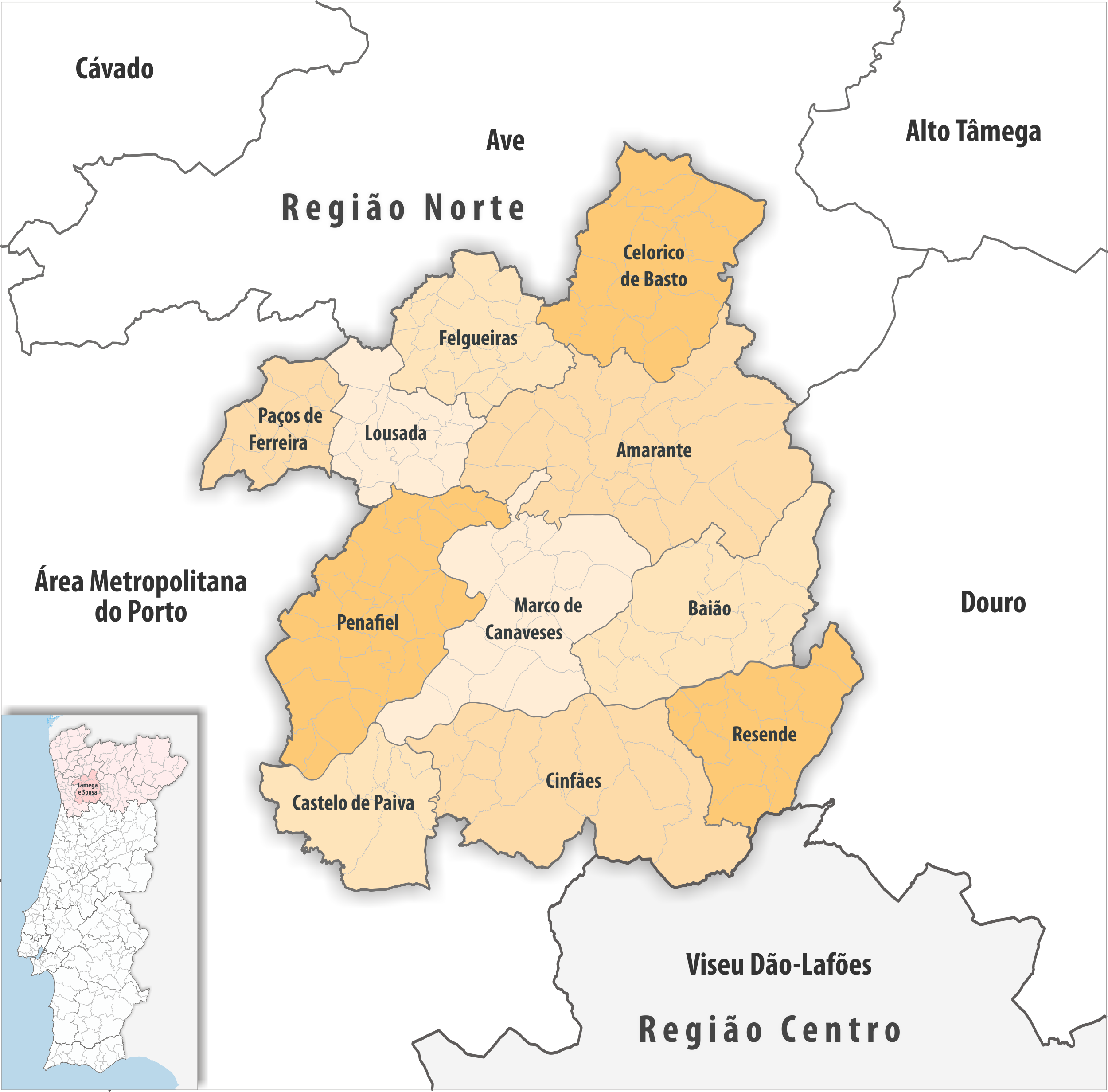
Carte des municipalités de Tâmega et Sousa.

Tâmega et Sousa regroupe 11 municipalités,.
| Municipalité       | Pop. (2021) |
| ------------------ | ----------- |
| Amarante           | 52 116      |
| Baião              | 17 534      |
| Castelo de Paiva   | 15 597      |
| Celorico de Basto  | 17 643      |
| Cinfães            | 17 730      |
| Felgueiras         | 55 848      |
| Lousada            | 47 364      |
| Marco de Canaveses | 49 541      |
| Paços de Ferreira  | 55 595      |
| Penafiel           | 69 629      |
| Resende            | 10 051      |